# Spiraea billardii
Spiraea billardii är en rosväxtart som beskrevs av Leopold Dippel. Spiraea billardii ingår i släktet spireor, och familjen rosväxter. Inga underarter finns listade i Catalogue of Life.